# Belgische wetgevende verkiezingen 1848
Volledige wetgevende verkiezingen vonden plaats in België op dinsdag 13 juni 1848. Beide wetgevende Kamers werden dus geheel vernieuwd.

## Vooraf

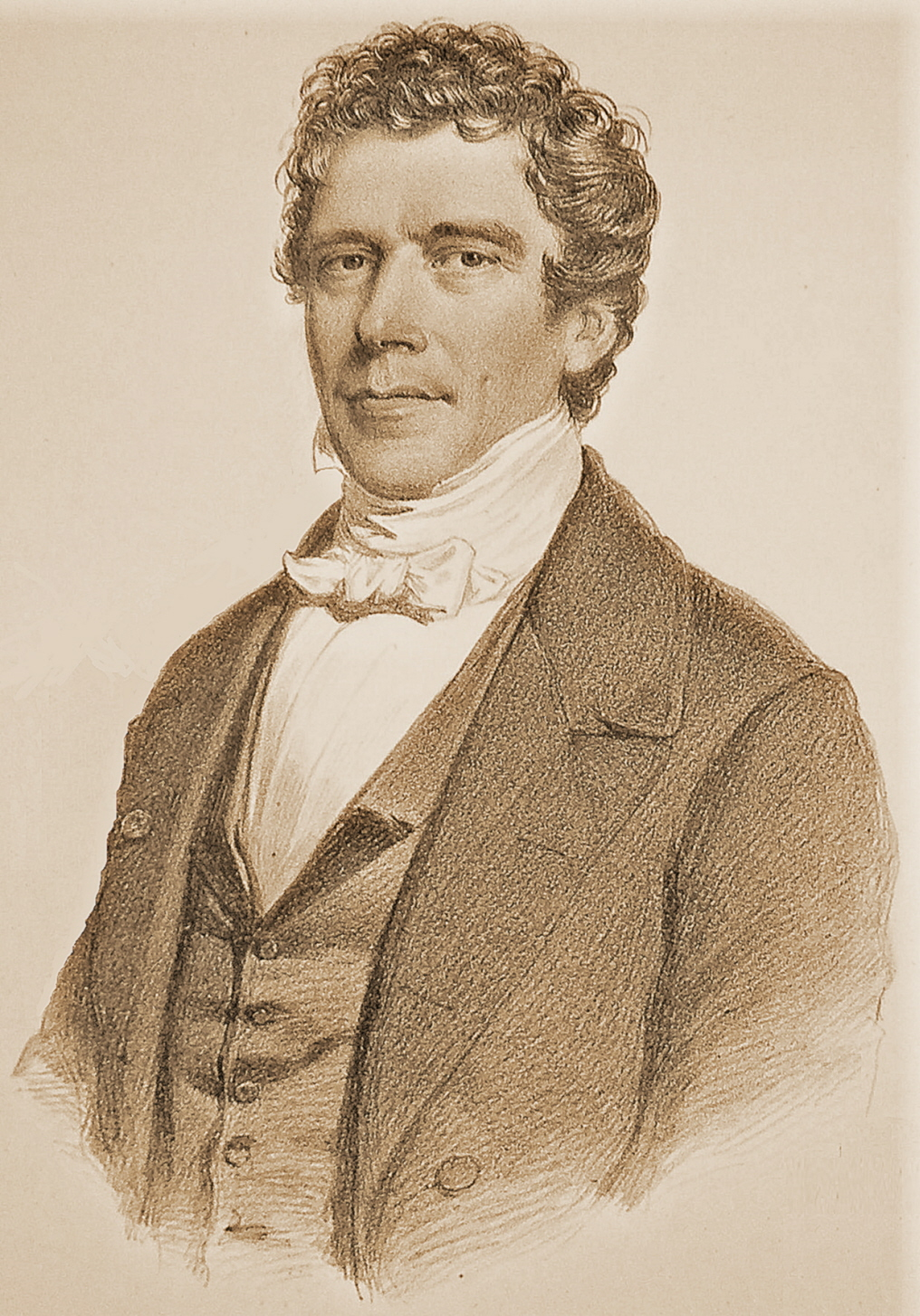
Charles Rogier, liberaal regeringsleider

De kieswet van 1831 differentieerde in kiescijns op basis van de woonplaats: steden (waar liberalen sterker stonden) moesten een hogere cijns betalen dan het platteland (waar katholieken sterker stonden).
Twee jaar voor deze verkiezingen, op 13 juni 1846, hield de Liberale Partij haar stichtingscongres, waar ze een voorstel goedkeurde om de cijns te verlagen om zo het kiespubliek te verruimen. Tegen 1848 werd, in het licht van de revolutiegolf in Europa, een hervorming onvermijdelijk. Op voorstel van liberaal kabinetsleider Charles Rogier stemde het parlement de wet van 12 maart 1848 die de cijns gelijkvormig maakte over het hele land en tot het grondwettelijke minimum bracht (zie stemrecht in België). 
Deze cijnsverlaging verruimde het aantal kiesgerechtigden van 46.434 naar 79.360 mannen. In alle steden samen steeg dit van 15.759 (34% van alle kiesgerechtigden) naar 33.351 (42%).
Bij wet van 26 mei 1848 werd de cumulatie van het mandaat van volksvertegenwoordiger of senator met een ambtelijke functie (magistraat, hoge officier of provinciegouverneur) uitgesloten.
Op 27 mei 1848 werden Kamer en Senaat ontbonden; de verkiezingen werden vastgesteld op 13 juni.

## Resultaten
Dankzij de wetswijziging behaalden de liberalen een grote overwinning op de katholieken. De liberalen breidden hun meerderheid in de Kamer van volksvertegenwoordigers uit en behaalden nu ook een meerderheid in de Senaat. De liberalen zouden hun meerderheid voor het grootste deel van de periode tot 1884 behouden.

Kamer
Senaat

In Ieper won zittend liberaal senator Edouard Malou. Voor de Kamer (3 volksvertegenwoordigers) wonnen de liberalen Lucien Boedt en Alphonse Vandenpeereboom in de eerste ronde. Zittende katholieke volksvertegenwoordigers Charles-Louis Van Renynghe en Jules Malou gingen naar de tweede ronde; Van Renynghe won.
In Mechelen (3 volksvertegenwoordigers) werden liberalen Armand de Perceval en Florentin de Brouwer de Hogendorp verkozen als volksvertegenwoordiger. Bij ballotage tussen katholieken Charles Mast-De Vries en Félix van den Branden de Reeth werd de tweede verkozen.

## Verkozenen
- Kamer van volksvertegenwoordigers (samenstelling 1848-1852)
- Samenstelling Belgische Senaat 1848-1851